# Sinophasma largum
Sinophasma largum är en insektsart som beskrevs av Chen, P.C. och Sing Chi Chen 1998. Sinophasma largum ingår i släktet Sinophasma och familjen Diapheromeridae. Inga underarter finns listade i Catalogue of Life.